# El Houaita
El Houaita è un comune dell'Algeria, situato nella provincia di Laghouat.